# Hugh Billington
Hugh John Richard Billington (né le 24 février 1916 à Ampthill dans le Bedfordshire et mort en 1988 à Luton) est un joueur de football anglais qui évoluait au poste d'attaquant,.

## Palmarès
Luton Town
- Championnat d'Angleterre D2 :
  - Meilleur buteur : 1938-39 (28 buts)[3].